# HD 40307 b
HD 40307 b는 화가자리 방향으로 지구로부터 약 42 광년 떨어진 곳에 있는 항성 HD 40307 주위를 도는, 외계 행성이다. 발견에는 도플러 분광법이 이용되었으며, 칠레 소재 라 실라 천문대의 망원경에 장착된 HARPS 분광 사진기를 이용하여 행성을 발견했다. 발견 당시 기준으로 이 행성은 질량이 가장 작은 세 개의 슈퍼 지구 중 하나였다. 항성의 중원소 함량이 낮음에도 이처럼 무거운 암석 행성이 있다는 사실은 천문학자들의 호기심을 불러왔다.

## 발견
다른 수많은 외계 행성들과 마찬가지로, HD 40307 b도 도플러 분광법을 이용하여 발견했다. 관측 도구로는 칠레 라 실라 천문대 소유의 HARPS 분광사진기가 사용되었다. 발견 사실은 2008년 6월 16 ~ 18일 사이 프랑스 낭트에서 개최된 컨퍼런스에서 발표되었다. HD 40307 b는 HD 40307 주위를 도는 ‘슈퍼지구’ 3개 중 하나이다.

## 공전 궤도 및 질량
HD 40307 b의 질량은 적어도 지구의 4.2배 수준인데, 기존 가스 행성에 비하면 매우 가벼우며 슈퍼 지구로 분류된다. 이 행성은 어머니 항성 HD 40307을 4.3일에 1회 공전하며, 항성으로부터의 거리는 0.047 천문단위 정도이다. 행성의 공전궤도 이심률은 0에 가까운데, 이는 행성이 항성으로부터 원형에 가까운 궤도를 유지한다는 의미이다.
HD 40307의 중원소 함량은 다른 외계 행성을 거느린 항성들에 비해 낮은 편이다. 이 사실은 “항성이 태어날 때의 중원소 함량이 자신의 강착 원반으로부터 가스 행성이나 암석 행성이 탄생할지 아닐지 여부를 결정짓는다.”라는 가설을 지지한다.

## 특징
b의 덩치는 지구 질량의 4.2배밖에 되지 않기 때문에 가스 행성으로 보기는 힘들다는 관측이 지배적이었다. 이 개념은 2009년의 연구에서 도전받게 되었는데, 이러한 이의는 만약 HD 40307 b가 암석 행성이라면 행성은 크게 불안정해지고 ‘이오보다 큰 조석열에 영향을 받게 될 것이라는 이론에 기반한 것이었다. 연구의 결론은 작은 질량임에도 꼭 암석 행성이라는 보장은 없고, 해왕성이나 천왕성과 비슷한 가스 행성일 가능성도 열려 있다는 것이었다. 그러나 이 행성은 직접 사진을 찍거나 트랜싯법을 이용하여 발견된 것이 아니기 때문에 정확한 반지름, 구성 물질, 표면 온도는 아직까지 수수께끼이다.
항성에 가까운 행성을 도는 자연 위성은 조석력에 의해 파괴되기 쉽다는 이론에 따르면, HD 40307 b가 위성을 거느리고 있을 확률은 희박해 보인다.

## 같이 보기
- HD 40307 c
- HD 40307 d